# Piece (gmina)
Piece (od 1948 Kaliska) – dawna gmina wiejska istniejąca w latach 1934–1947 w woj. pomorskim/gdańskim (dzisiejsze woj. pomorskie). Siedzibą władz gminy były Piece.
Gmina zbiorowa Piece została utworzona 1 sierpnia 1934 roku w powiecie starogardzkim w woj. pomorskim z dotychczasowych jednostkowych gmin wiejskich: Czarna Woda, Czarne, Huta, Iwiczno, Kaliska, Lubiki, Piece, Płociczno i Studzienice oraz z obszarów dworskich położonych na tych terenach lecz nie wchodzących w skład gmin. 
Po wojnie (7 kwietnia 1945 roku) gmina wraz z całym powiatem starogardzkim weszła w skład nowo utworzonego woj. gdańskiego. 1 stycznia 1948 roku gmina została zniesiona, po czym z jej obszaru utworzono nową gminę Kaliska z siedzibą w Kaliskach.